# Rivière Paspébiac
Pour les articles homonymes, voir Paspébiac.
La rivière Paspébiac coule dans les municipalités de Paspébiac, Hope et de Hope Town, dans la municipalité régionale de comté (MRC) Bonaventure, dans la région administrative de la Gaspésie-Îles-de-la-Madeleine, au Québec, au Canada.
La "rivière Paspébiac" coule vers l'Est en parallèle à la rive Nord de la Baie-des-Chaleurs dont elle est un affluent ; cette dernière s'ouvre à son tour vers l'Est sur le golfe du Saint-Laurent.

## Géographie
La "rivière Paspébiac" prend sa source à l'embouchure du Lac Noir (longueur : 2,1 km ; largeur maximale : 0,5 km ; altitude : 43 m) lequel est situé à cheval sur la limite de New Carlisle et de Paspébiac (secteur "Paspébiac-Ouest"). Le lac Noir reçoit les eaux de la décharge du Lac à Romain-Joseph (venant de l'Est).
La petite vallée de la rivière Paspébiac constitue la continuité vers l'Est de la vallée du "ruisseau à Day" qui coule vers l'Ouest dans New Carlisle et Bonaventure.
L'embouchure du Lac Noir est situé à :
- 3,0 km au Nord de la Baie-des-Chaleurs ;
- 3,5 km au Nord-Ouest du centre du village de "Paspébiac-Ouest" ;
- 20,9 km du pont de la route 132 qui enjambe l’embouchure du barachois où se déverse la « rivière Paspébiac » ;
- 11,1 km à l'Est de la route 132 qui passe au centre-ville de Bonaventure.

À partir de sa source, la "rivière Paspébiac" coule vers l'Est sur 12,7 km dans une plaine, répartis selon les segments suivants :
Cours supérieur de la rivière (segment de 5,7 km)
- 1,0 km vers le Sud dans Paspébiac (ville) jusqu'au pont de la rue Scott ;
- 0,1 km vers le Sud, jusqu'à la décharge du Lac Blanc (venant de l'Ouest) ;
- 1,1 km vers l'Est, jusqu’au pont de la route Day ;
- 1,4 km vers l'Est, jusqu’au pont de la rue Saint-Pie-X, en passant au nord du hameau Duret ;
- 1,4 km vers l'Est dans le secteur "Rivière-Paspébiac", en coupant la 5e avenue Est, jusqu'au pont de la 9e rue ;
- 0,7 km vers le Sud-Est, en recueillant les eaux du "ruisseau du Castor" (venant du Nord) et en serpentant jusqu'à la limite de la municipalité de Hope qui est délimité par la route de Saint-Jogues ;

Cours inférieur de la rivière (segment de 7,0 km)
- 0,3 km vers le Sud-Est dans Hope jusqu'au pont de la route Whittom ;
- 3,3 km vers l'Est en recueillant les eaux du ruisseau Bertrand (venant de l'Ouest) et du cours d'eau Lionel-Whitton (venant du Nord), jusqu'au pont de la route McGee ;
- 0,5 km vers l'Est, jusqu'à la limite de la municipalité de Hope Town ;
- 2,3 km vers le Nord-Est dans Hope Town, en coupant le chemin ferroviaire du Canadien National, jusqu'au pont de la route Tennier ;
- 0,6 km vers l'Est, jusqu'à la confluence de la rivière[2].

La "rivière Paspébiac" se déverse dans une petite baie sur la rive Ouest du barachois situé dans la partie Est de Hope Town et au Sud du hameau de Gignac. Le courant traverse sur 1,8 km vers l'Est ce barachois de la rive Nord de la Baie-des-Chaleurs. L'embouchure de ce barachois est situé sous le pont de la route 132 qui est situé sur la rive nord de la Baie-des-Chaleurs.
La confluence de la rivière est située à :
- 1,4 km au Nord du centre du village de Hope Town ;
- 2,1 km à l'Est du pont de la route 132, à la confluence de la rivière de Saint-Godefroi ;
- 6,4 km au Sud-Ouest de la confluence de la rivière Shigawake.

## Toponymie
Ce cours d'eau a été dénommé "rivière Nouvelle" jusqu'en 1983. Cette appellation d'origine s'appuyait sur la carte de 1685 d'Emmanuel Jumeau qui la désignait «R Nouvelle».
Ultérieurement, des documents cartographiques du géographe Bouchette (datés de 1815 et 1831) portent l'inscription «Lower Rr Nouvelle». Le cartographe Russell identifie ce cours d'eau «East Nouvelle R.» en 1847 et «River Nouvelle» en 1861.
Jadis, la toponymie de la Gaspésie comportait dix toponymes utilisant le terme "Nouvelle" à titre nominal, créant une confusion. L'officialisation en 1983 du toponyme "rivière Paspébiac" par la Commission de toponymie du Québec visait à rationaliser la toponymie régionale en diminuant le nombre d'hydronymes identiques. Ainsi, l'autre "rivière Nouvelle" dont la confluence est située à 89 km plus à l'Ouest, soit dans la municipalité de Nouvelle (Québec) dans la MRC d'Avignon, conserve alors son appellation d'origine, car son cours et son débit sont plus importants.
Le toponyme "rivière Paspébiac" a été officialisé le 7 avril 1983 à la Commission de toponymie du Québec.